# Küblis
Küblis (toponimo tedesco; in romancio Cuvlignas , in italiano Convalle, desueti) è un comune svizzero di 891 abitanti del Canton Grigioni, nella regione Prettigovia/Davos.

## Geografia fisica
Il comune si trova nella Prettigovia centrale, vicino alla confluenza del torrente Schanielabach nel Landquart.

## Monumenti e luoghi d'interesse
- Chiesa riformata di San Nicolao, attestata dal 1428 e ricostruita nel 1472[3];
- Ruderi della fortezza Kapfenstein, in rovina dal XV secolo[3].

## Società

### Evoluzione demografica
L'evoluzione demografica è riportata nella seguente tabella:
Abitanti censiti

### Lingue e dialetti
Già paese di lingua romancia, è stato germanizzato nel XIV-XVI secolo da coloni walser.

## Infrastrutture e trasporti

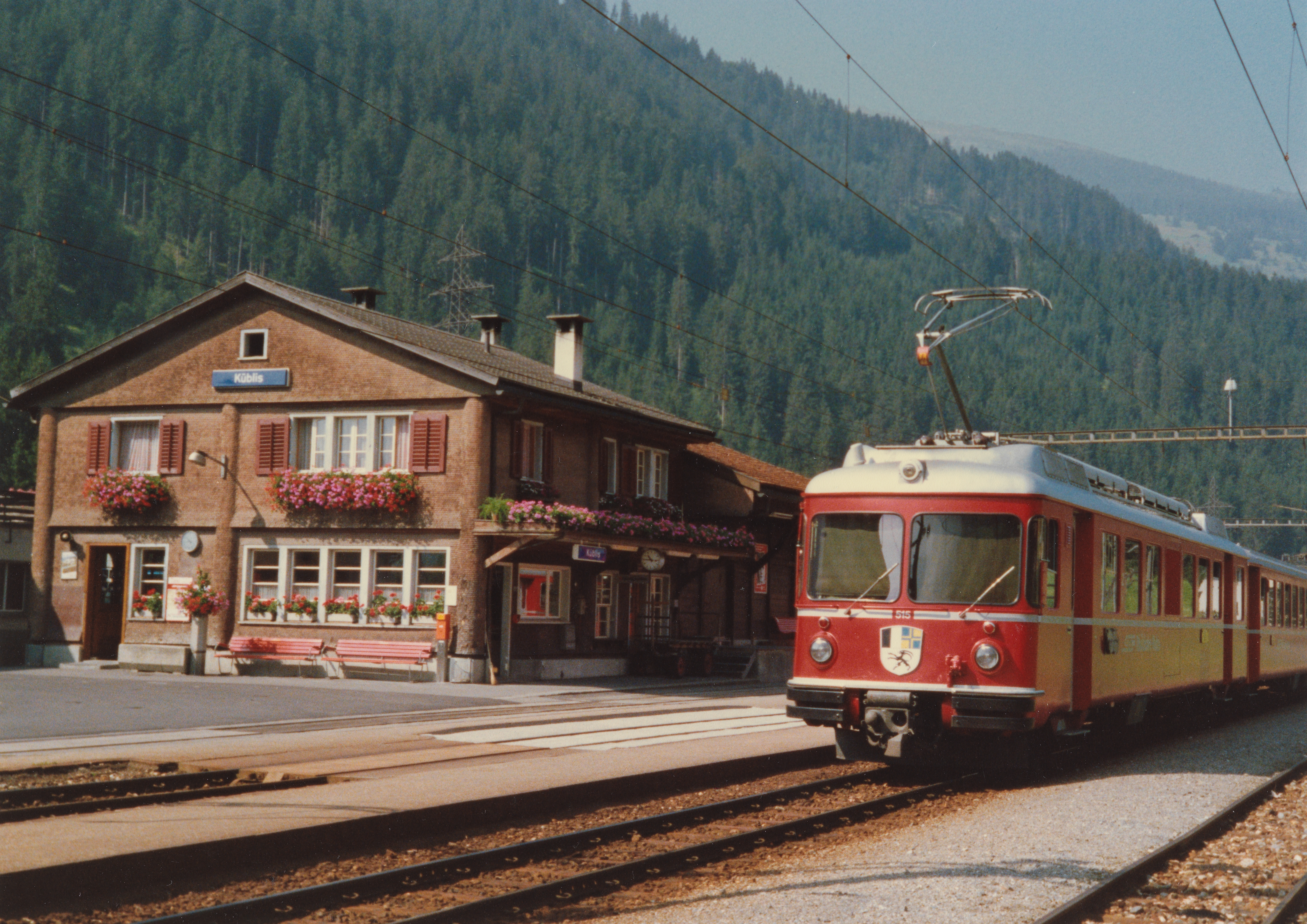
La stazione di Küblis

Küblis è servito dall'omonima stazione della Ferrovia Retica, sulla linea Landquart-Davos.